# Glendale (Oregón)
Glendale es una ciudad ubicada en el condado de Douglas en el estado estadounidense de Oregón. En el año 2000 tenía una población de 855 habitantes y una densidad poblacional de 825.3 personas por km².

## Geografía
Glendale se encuentra ubicada en las coordenadas 42°44′13″N 123°25′42″O / 42.73694, -123.42833.

## Demografía
Según la Oficina del Censo en 2000 los ingresos medios por hogar en la localidad eran de $27,625, y los ingresos medios por familia eran $30,278. Los hombres tenían unos ingresos medios de $34,167 frente a los $17,143 para las mujeres. La renta per cápita para la localidad era de $13,067. Alrededor del 22.4% de la población estaban por debajo del umbral de pobreza.